# Karol Kováč
Karol Kováč (1. listopadu 1923 Diosek, nyní Sládkovičovo – ?) byl slovenský fotbalista.

## Hráčská kariéra
Začínal v rodném Dioseku, odkud roku 1945 přestoupil do Trnavy. V československé lize hrál za TŠS Trnava (dobový název Spartaku), aniž by skóroval. Za trnavský TŠS nastupoval i ve druhé nejvyšší soutěži v sezoně 1946/47. V roce 1947 se s rodinou přestěhoval do Hlohovce a stal se hráčem tamějšího ŠK. Od roku 1948 až do konce kariéry v roce 1962 hrál v Nových Zámcích.

### Prvoligová bilance
| Ročník             | Zápasy | Góly | Minuty | Klub       |
| ------------------ | ------ | ---- | ------ | ---------- |
| I. liga 1945/46    | –      | 0    | –      | TŠS Trnava |
| CELKEM I. ČS. LIGA | –      | 0    | –      |            |